# Mortantsch
Mortantsch är en ort och kommun i distriktet Weiz i förbundslandet Steiermark i Österrike. Huvudort i kommunen är Göttelsberg.
Kommunen består av sex orter (Ortschaften) (inom parentes invånarantal 1 januari 2024):
- Göttelsberg (1 235)
- Hafning (196)
- Haselbach bei Weiz (159)
- Leska (193)
- Mortantsch (185)
- Steinberg bei Weiz (305)